# Székely Hugó
Székely Hugó (Budapest, 1886. június 2. – Budapest, 1982. június 2.) magyar építőmérnök, a műszaki tudományok doktora (1916).

## Életpályája
1908-ban a Budapesti Műszaki Egyetemen mérnöki diplomát kapott. 1909-től magasépítési vasbetonszerkezeteket tervezett. Az első világháború után hosszabb ideig Lengyelországban és Csehszlovákiában dolgozott. 1916-ban műszaki doktorátust szerzett. 1919-ben közgazdasági mérnöki oklevelet szerzett. 1928–1948 között önálló statikai mérnöki irodája volt. 1948–1959 között az Építéstudományi Intézet, a Magasépítési Tervező Intézet, a Budapesti Városépítési Tervező Vállalat és a Mélyépítési Tervező Vállalat statikus tervezője volt.

### Munkássága
Mérnöki magánvállalkozó cégnél helyezkedett el, Erdélyben vasutat tervezett, és építésvezető volt. 1910-ben egy bécsi cégnél dolgozott, ahol megismerkedett a vasbeton szerkezetek számítási és méretezési módszerével. 1911-ben Magyarországon egy nagyvállalatnál végzett önálló statikai tervezéseket. Hozzá kapcsolódik többek között a marosvásárhelyi kultúrpalota vasbeton szerkezetének tervezése, a budapesti Carlton Szálló, a Gellért Szálló és Gellért Fürdő, a Pesti Kereskedelmi Bank, a tordai cementgyár szerkezeteinek részbeni tervezése és építésvezetése. Elkészítette a bánhidai erőmű, a peremartoni kénsavgyár, a várpalotai széntorony statikai terveit. Több híd (Budafoki HÉV-híd, Kerepesi úti lemezhíd, Dunaharaszti HÉV-híd), víztornyok, 1949-ben a hajdúnánási 400 vagonos gabonasiló vasbeton terveit készítette. Több munkáját hazai és külföldi szakmai folyóiratok ismertették.
Temetése a Rákoskeresztúri temetőben történt.

## Könyvei
- Törttengelyek módszere (traverz módszer) többtámaszú tartók és keretek megoldására (Budapest, 1954)